# Hino Dutro
Hino Dutro — серія легких автомобілів японської компанії Hino Motors, які з 2002 р. за договором про взаємні поставки випускає компанія Toyota. В даний час під маркою Hino Dutro пропонуються рамні безкапотні вантажівки Toyota Dyna (4x2 або 4x4) у виконанні шасі з кабіною або бортовою платформою, короткою або подвійною кабіною. 2-тонні автомобілі XZU мають повну масу 4,5-4,7 т і 4-циліндрові дизелі потужністю 105, 130 або 150 к.с.
Коробка передач — механічна 5-ступінчаста. З посиленням екологічних вимог для найбільших міст країни фірма пропонує малотоксичні версії DPR і DPNR. Перша відрізняється низьким рівнем твердих частинок у відпрацьованих газах за рахунок застосування систем їх рециркуляції і живлення двигуна із загальною паливною магістраллю, турбонаддува зі змінюваною геометрією напрямного апарату, каталітичного нейтралізатора і фільтр сажі. Друга — наявністю комбінованого пристрою, фільтр сажі-нейтралізатора окислів азоту, що замінив звичайний фільтр сажі. Аналогічний по конструкції вантажівка RZU повною масою 4,2 т має бензиновий 4-циліндровий двигун (2,7 л, 144 к.с.). Пропонуються також їх версії з двигунами, що працюють на зрідженому нафтовому газі (2,7 л, 111 к.с. або 4,1 л, 116 к.с.) і стиснутому природному (4,1 л, 120 к.с.).
У 2011 році представлене друге покоління Hino Dutro.

## Галерея

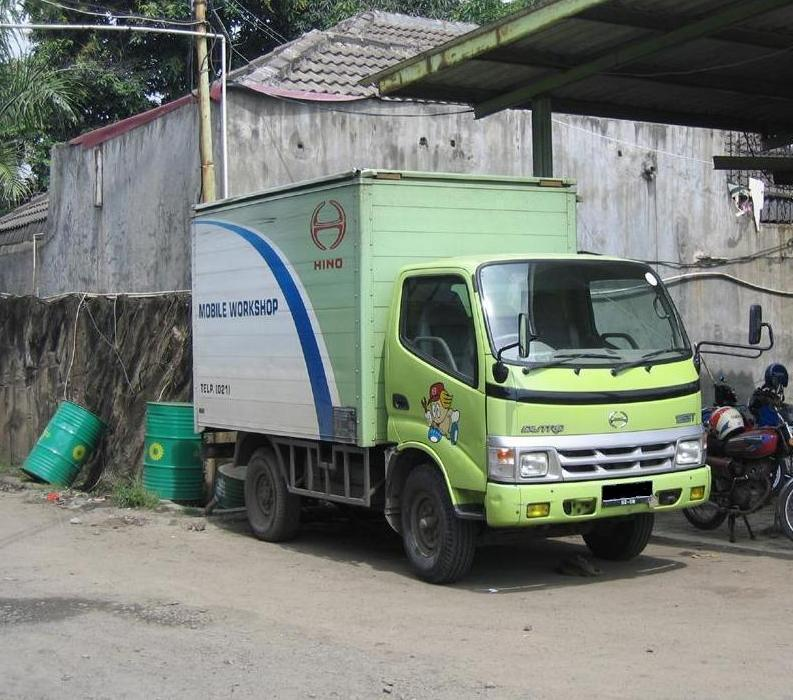
Hino Dutro
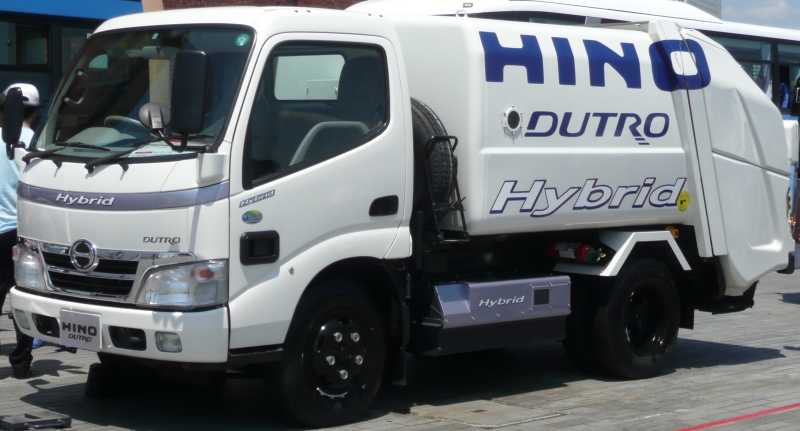
Hino Dutro Hybrid
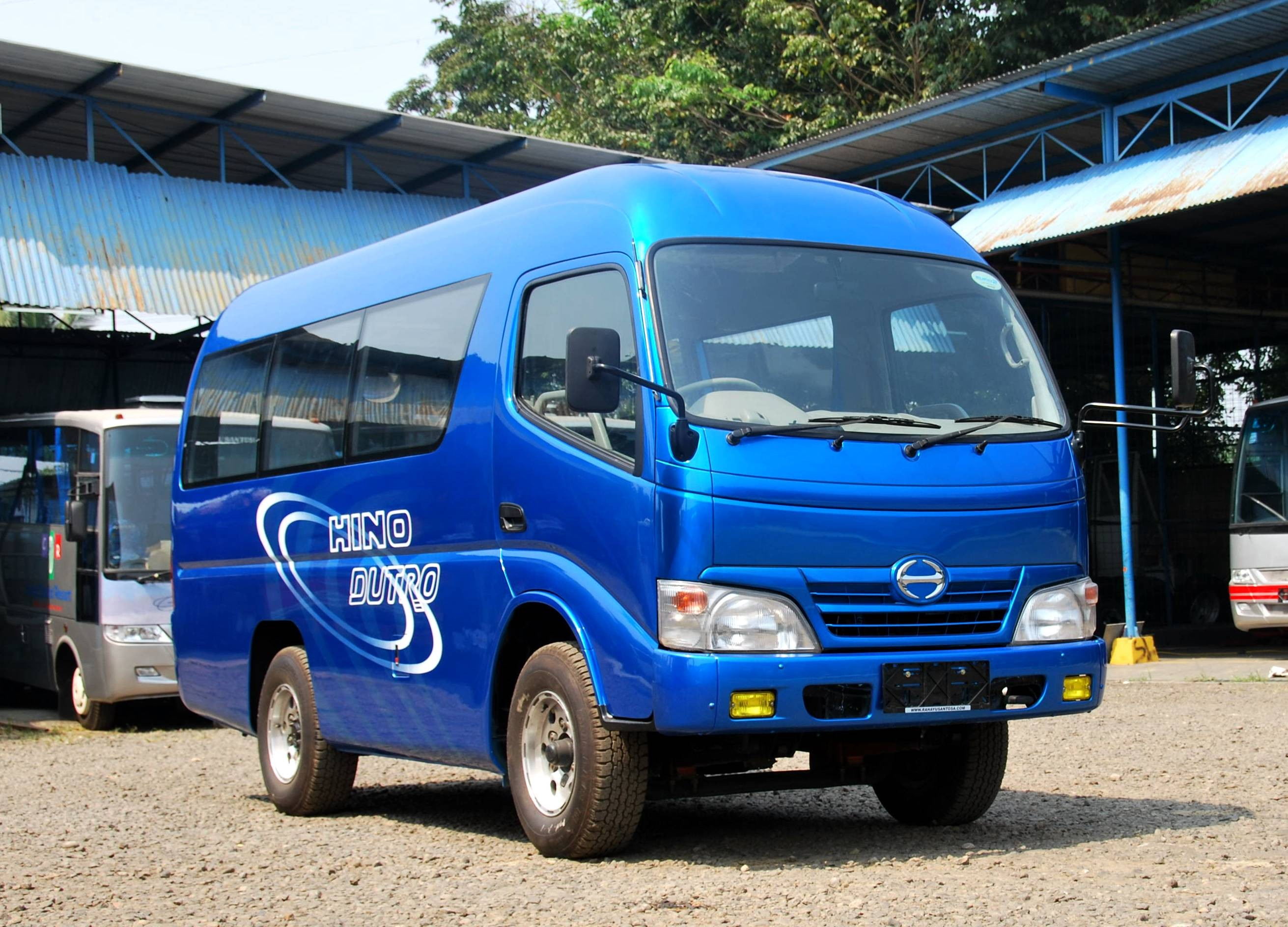
Hino Dutro мікроавтобус
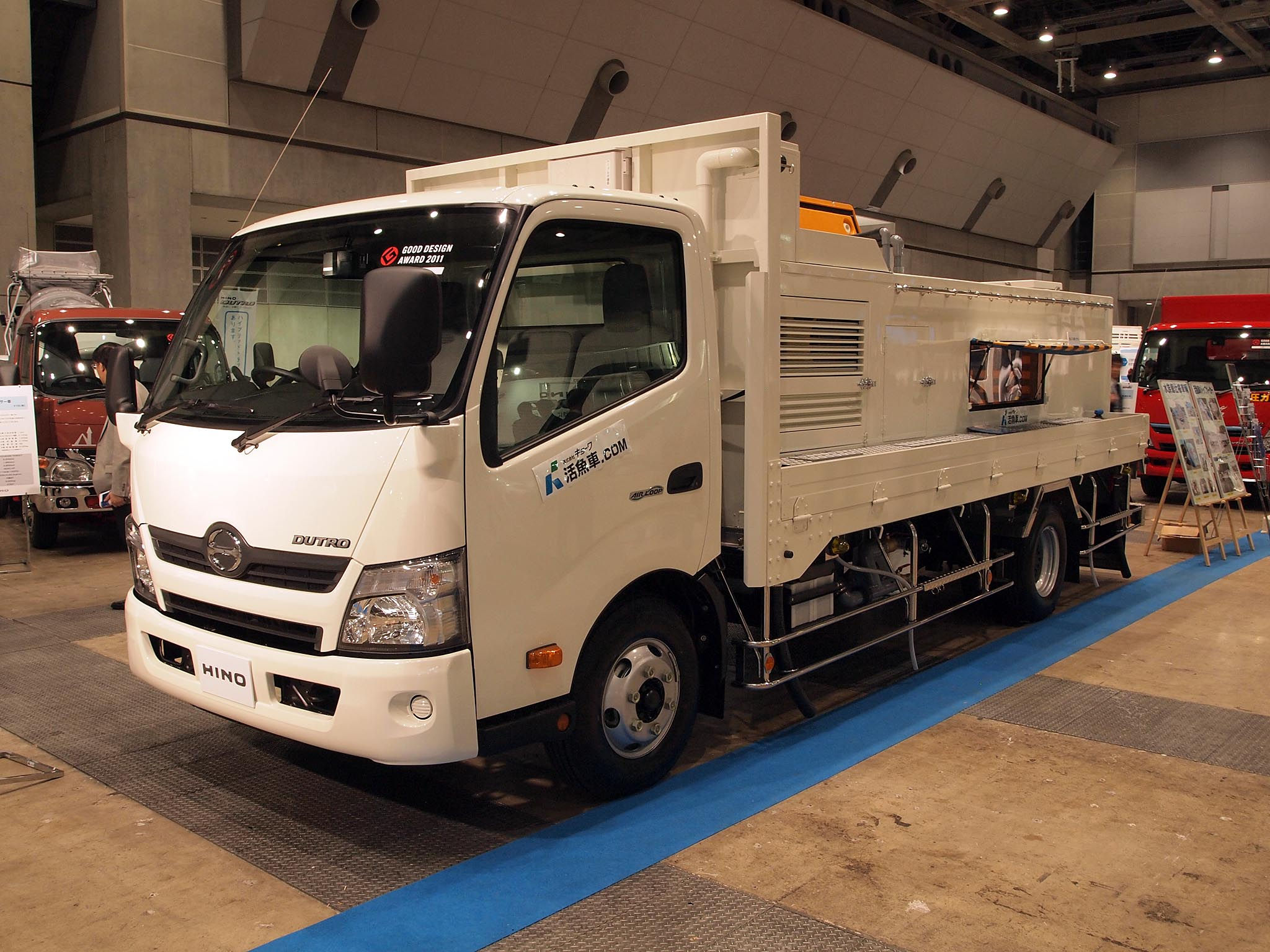
Hino Dutro 2
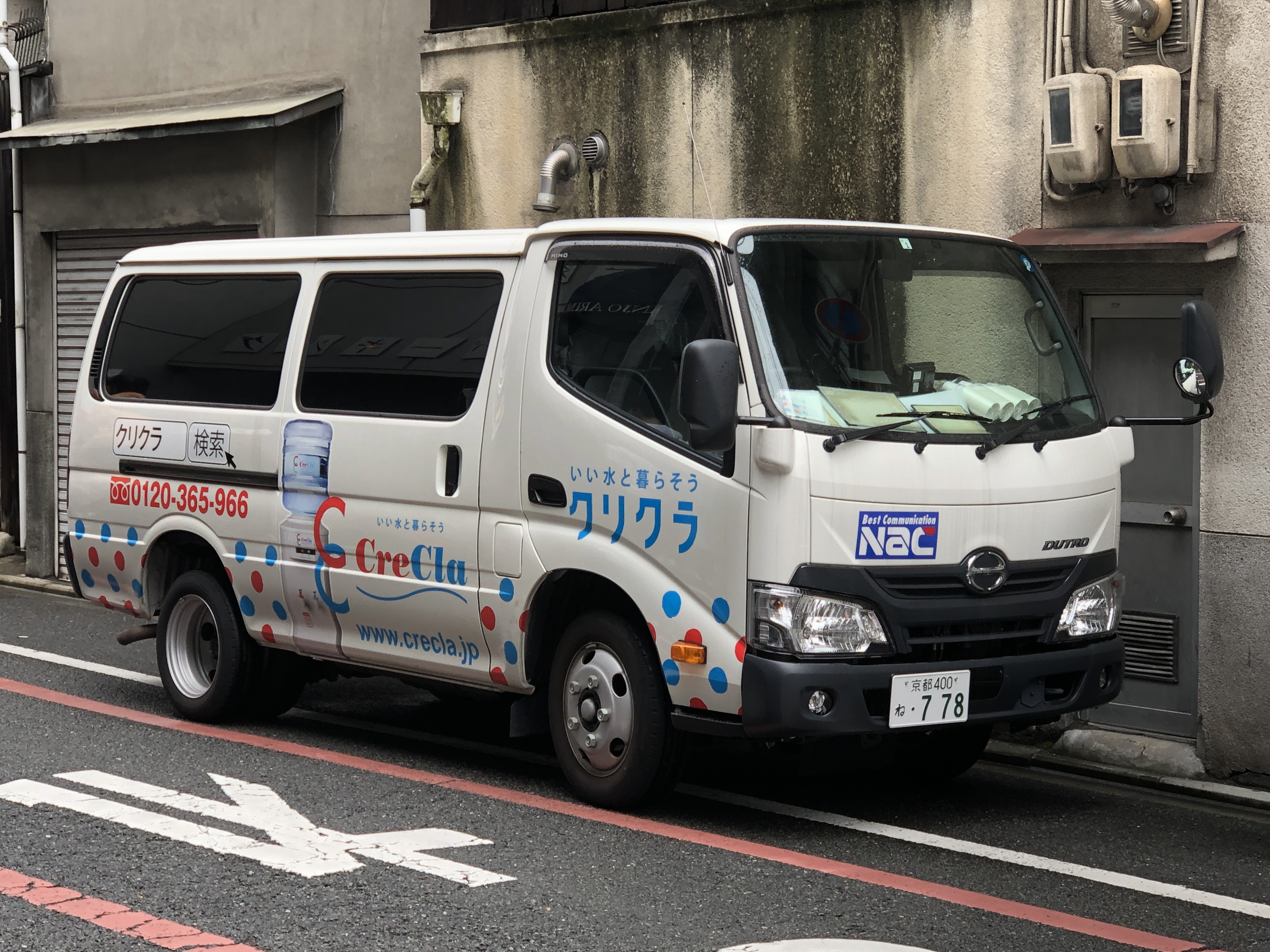
Hino Dutro Route Van